# Sondra excepta
Sondra excepta là một loài nhện trong họ Salticidae.
Loài này thuộc chi Sondra. Sondra excepta được Fred R. Wanless miêu tả năm 1988.